# Hard Nose the Highway
Hard Nose the Highway es el séptimo álbum de estudio del músico norirlandés Van Morrison, publicado por la compañía discográfica Warner Bros. Records en agosto de 1973. El álbum, que incluyó el sencillo «Warm Love», fue el primer álbum del músico que incluyó versiones de canciones de otros artistas: «Bein' Green», asociada generalmente con la rana Gustavo, y una toma de la canción tradicional «Purple Heather».

## Grabación
Grabado durante una serie de sesiones prolíficas, Morrison llegó a acumular suficiente material para rellenar un doble álbum. El músico propuso la idea a su compañía discográfica, Warner Bros. Records, pero al final se convenció de publicar un disco sencillo. Durante las sesiones organizadas entre agosto y noviembre de 1972, llegó a acumular una treintena de canciones, al menos tres cuartas partes de ellas composiciones originales. Varias pistas sobrantes fueron rescatadas o regrabadas en futuros trabajos como Veedon Fleece, pero otros no vieron la luz hasta la publicación en 1998 de The Philosopher's Stone. El biógrafo Clinton Heylin sugirió que «solo "Warm Love" y "Hard Nose the Highway" podrían haberse sentado cómodamente junto a "rechazos" como "Madame Joy", "Bulbs", "Spare Me a Little", "Country Fair", "Contemplation Rose" y "Drumshanbo Hustle"».
Por cuenta propia de Morrison, Hard Nose the Highway fue el primer álbum producido bajo su completo control. Las sesiones de grabación tuvieron lugar en un estudio de grabación que construyó al lado de su casa en Fairfax, California. Morrison remarcó sobre el álbum: «Como concepto para el álbum, solo estaba tratando de establecer lo difícil que era hacer lo que hago. Además de que había cosas más claras en el otro lado del mismo. Un lado tiene una especie de sentimiento duro, mientras que el otro es más suave».

## Recepción
Según escribió Ritchie Yorke en Into the Music, el álbum gozó de reseñas muy favorables en el momento de su publicación. Sin embargo, también citó una crítica negativa, escrita por Charlie Gillet en Let It Rock, quien dijo: «El problema con Hard Nose the Highway es que aunque la música es a menudo interesante, no tiene una base emocional convincente... A pesar de la falta de inspiración y del enfoque melódico, el disco es atractivo para escuchar. Pero Van Morrison ha establecido altos estándares para sí mismo y Hard Nose the Highway no llega a ellos».
Robert Christgau le otorgó una calificación de B- y escribió: «Los ritmos relajados son laxos la mayoría de las veces, las sorpresas vocales se suavizan después de Saint Dominic's Preview, y la construcción de la canción es brusca excepto en "Warm Love"». Stephen Holden, en su reseña para Rolling Stone, escribió: «Hard Nose the Highway es psicológicamente complejo, musicalmente algo desigual y líricamente excelente. Sus placeres superficiales son un poco inferiores a St. Dominic's Preview y una gran cantidad menos que los de Tupelo Honey, mientras que la profundidad de sus letras es más rica y más accesible que en cualquiera de sus predecesores. El tema principal de Hard Nose the Highway es la nostalgia, brevemente pero señalando con firmeza la desilusión». Sin embargo, evaluaciones posteriores para los libros The Rolling Stone Record Guide y The Rolling Stone Album Guide fueron menos generosas. En el primero, Hard Nose figuró como el único disco de Morrison calificado con una estrella sobre un total de cinco; además, el periodista Dave Marsh lo calificó como «un paso lateral fracasado, un compromiso entre las demandas visionarias del trabajo de Morrison y su deseo de un público más amplio». En el segundo, Paul Evans definió el disco como «el más vago y débil» de la producción de Morrison en la década de 1970.
Según el biógrafo Erik Hage, «Hard Nose the Highway parece haber sufrido una gran cantidad de criticismo innecesario —muchos críticos lo consideran su peor álbum y más aburrido— quizás porque siguió a una carrera notable de discos, y porque dos álbumes con visión de futuro habían sido publicados antes y después —Saint Dominic's Preview y Veedon Fleece—».

## Lista de canciones
Todas las canciones escritas y compuestas por Van Morrison excepto donde se anota. 
| Cara A |                         |          |  |
| N.º    | Título                  | Duración |  |
| 1.     | «Snow in San Anselmo»   | 4:33     |  |
| 2.     | «Warm Love»             | 3:22     |  |
| 3.     | «Hard Nose the Highway» | 5:12     |  |
| 4.     | «Wild Children»         | 4:19     |  |
| 5.     | «The Great Deception»   | 4:50     |  |

| Cara B |                  |              |          |  |
| N.º    | Título           | Escritor(es) | Duración |  |
| 1.     | «Bein' Green»    | Joe Raposo   | 4:20     |  |
| 2.     | «Autumn Song»    |              | 10:34    |  |
| 3.     | «Purple Heather» | Tradicional  | 5:42     |  |

## Personal
| Músicos - Van Morrison: voz, guitarra y productor musical - Bill Atwood: trompeta - Jules Broussard: saxofón tenor y flauta - Marty David: bajo - Jackie De Shannon: coros - Joe Ellis: saxofón - Nancy Ellis: viola - Michael Girling: violín - David Hayes: bajo - Jeff Labes: piano - Gary Mallaber: vibráfono y batería - Zaven Malikian: violín - John Platania: guitarra - Nathan Rubin: violín - Rick Schlosser: batería - Jack Schroer: saxofón barítono, alto y soprano - John Tenny: violín | Equipo técnico - Neil Schwartz: ingeniero de sonido - Jim Stern: ingeniero de sonido - Jeff Labes: orquestación - Jack Schroer: arreglos de vientos - Rob Springett: diseño artístico |

## Posición en listas
| País           | Lista           | Posición |
| -------------- | --------------- | -------- |
| Estados Unidos | Billboard 200   | 27       |
| Reino Unido    | UK Albums Chart | 22       |